# Yasemin Adar
Yasemin Adar (Balıkesir, 1991. december 6. –) török női szabadfogású birkózó. A 2018-as birkózó-világbajnokságon ezüstérmet nyert 76 kg-os súlycsoportban, szabadfogásban. Egyszeres világbajnok női szabadfogású birkózó, négyszeres Európa-bajnok. A 2013-as Mediterrán Játékokon aranyérmet szerzett 72 kg-os súlycsoportban. A Mediterrán Bajnokságon 2012-ben aranyérmes, az Iszlám Szolidaritási Játékokon 2017-ben aranyérmes volt.

## Sportpályafutása
A 2018-as birkózó-világbajnokságon a 76 kg-osok súlycsoportjában a döntő során az amerikai Adeline Maria Gray volt az ellenfele. A mérkőzést amerikai ellenfele 13–1-re nyerte.